# Zubieta (Saint-Sébastien)
Zubieta est un quartier partagé par les communes de Saint-Sébastien et d'Usurbil dans la province du Guipuscoa, en Pays basque (Espagne). Il est considéré comme un quartier de ces communes.
Zubieta est connue par la présence de  l'hippodrome de Saint-Sébastien (parfois dénommé Hippodrome de Lasarte) et parce qu'elle est la ville sportive où siège la Real Sociedad de Football.

## Localisation géographique
Le village de Zubieta se situe à 9,5 km du centre de Saint-Sébastien, dans la province du Guipuscoa en Espagne. Les localités les plus proches sont Usurbil (à 3,5 km) et Lasarte-Oria (à 1,6 km). Il se trouve dans la riche vallée du rio  Oria. La rivière, qui jusqu'à Zubieta vire en direction sud-nord, trace un vaste méandre à la hauteur de Zubieta et le parcours en direction ce-ouest. De fait la rivière Oria marque les limites est et nord de Zubieta, le séparant respectivement de Lasarte-Oria et d'Usurbil. Par l'ouest, un cours d'eau marque la limite aussi avec le territoire d'Usurbil. Un autre cours d'eau marque la frontière de Zubieta avec Andoain et Zizurkil.
Le territoire de Zubieta a une superficie approximative de 4,5 km2. La plus grande partie du territoire appartient à Saint-Sébastien, formant une enclave de cette commune entre Lasarte-Oria, Usurbil, Andoain et Zizurkil. Toutefois dans le territoire donostiarra (gentilé de Saint-Sébastien) de Zubieta, particulièrement dans sa partie nord, il y a de nouveau de nombreuses et petites enclaves qui appartiennent à Usurbil formant une mosaïque dans laquelle il est très difficile de discerner les parties de Zubieta appartenant à Saint-Sébastien et celles appartenant à Usurbil.
Le territoire de Zubieta peut être divisé en trois secteurs : la partie nord qui est plate et la vallée de la rivière, où on trouve le village de Zubieta ainsi que la plupart des fermes. La partie est, aussi de vallée et fertile, reste face à la ville de Lasarte-Oria et a été utilisée pour la construction d'infrastructures (Hippodrome, route A-1 à caractère autoroutier, Marché alimentaire, etc.). Le reste de Zubieta, qui est rugueux et boisé, et reçoit le nom générique de Zubietamendi (Zubieta montagne en français).

## Économie et population
La population de Zubieta frôle les 400 habitants. Pratiquement près de la moitié de cette population, environ 190 habitants, sont des habitants d'Usurbil et le reste, sont donostiarras (gentilé de Saint-Sébastien). La plus grande partie de cette dernière habite dans la zone nord de Zubieta. C'est là que se trouve le petit noyau du village autour de l'église de Santiago (église de Saint Jacques), ainsi que la plupart des maisons et fermes qui sont disséminés dans la vallée de la rivière Oria dans un habitat dispersé.
Bien qu'il soit en partie un quartier de Saint-Sébastien et d'Usurbil, sa population a davantage de liens de par sa proximité à cette seconde population. Son influence du village de Lasarte-Oria est aussi significative. À Zubieta il existe actuellement une conscience de peuple, en marge, de savoir si les voisins appartiennent administrativement à Saint-Sébastien ou à Usurbil. Il n'a pas été toujours ainsi. La preuve en est que l'église de Zubieta, possède deux portes, une qui était utilisée par les habitants d'Usurbil (usurbildarras gentilé d'Usurbil) et l'autre pour les habitants de Saint-Sébastien (donostiarras gentilé de Saint-Sébastien, Donostia étant le nom basque de Saint-Sébastien). Autre curiosité, cette église possède également deux horloges, une orientée vers Usurbil et l'autre vers Saint-Sébastien.
Il est difficile de déterminer à activité se consacre la population de Zubieta, puisqu'il n'y a pas de statistiques de l'enclave séparées des communes auxquelles il appartient. L'activité agricole est une activité minoritaire, comme pratiquement dans tout le Pays basque, bien que les terres de Zubieta de la vallée de la rivière aient la réputation d'être très fertiles. L'activité industrielle n'est pas très développée et convient de souligner la présence de la scierie située près du village. Le secteur tertiaire est plus important à Zubieta. Il y a plusieurs restaurants et  cidreries très populaires, l'Hippodrome ainsi que le Marché des produits alimentaires, les installations de la Real Sociedad, l'institut de formation professionnelle, une ikastola (école en langue basque), etc.

## Histoire
Le nom de Zubieta (lieu du pont en français). On croit qu'il est fait mention d'un pont servant à traverser la rivière  Oria et qui se trouvait près du village. Le pont qui relie Zubieta avec le quartier usurbildarra (gentilé de Usurbil) de Txikierdi (« demi petit » en français) semble être son successeur.
Il a été anciennement un ensemble, qui a été rattaché à la ville de Saint-Sébastien quand celle-ci a été fondée. En 1371, quand est né à son tour, pense-t-on, la ville voisine d'Usurbil ou à une date plus tardive, vers 1390, les habitants de Zubieta ont été obligés de choisir entre « appartenir à Usurbil » ou « continuer de dépendre de Saint-Sébastien ». À ce moment-là l'ensemble était composé de 21 fermes, 14 décidés par Saint-Sébastien et 7 par Usurbil. Depuis cette division primitive du XIVe siècle, deux délimitations se sont produites entre Usurbil et Saint-Sébastien, une au XIXe siècle et une autre fin des années 1990.
Zubieta occupe une place significative dans l'histoire de Saint-Sébastien, puisque dans ce quartier rural éloigné, se sont réunis certains des citoyens donostiarras importants en 1813 après les événements du 31 août de cette année durant laquelle les troupes anglo-portugaises du Duc de Wellington ont totalement incendié la ville au cours de la Guerre d'indépendance espagnole.
Ces citoyens réunis à la ferme Aizpurua de Zubieta, après avoir soupesé les différentes possibilités existantes (abandonner l'emplacement et le reconstruire ailleurs), ont finalement décidé de reconstruire la ville dans le même lieu où il se trouvait, donnant naissance à la Saint-Sébastien moderne.

## Situation administrative
Zubieta dispose d'une situation administrative spéciale dérivé de sa division entre deux entités locaux différentes.
Après avoir effectué la dernière délimitation du territoire de Zubieta dans la décennie 90, les mairies de Saint-Sébastien et d'Usurbil ont formé une junte de voisinage (Junta Vecinal en espagnol, Herri batzordea en basque) formée par six habitants de Zubieta - 3 appartenant de Saint-Sébastien et 3 autres d'Usurbil- qui servent d'intermédiaires devant les administrations municipales Usúrbil et de Saint-Sébastien pour tout ce qui est relatif à l'enclave. La présidence de la Junte est exercée d'abord par un des habitants de la partie donostiarra, qui est désigné par le maire de Saint-Sébastien et deux ans plus tard, le maire d'Usurbil désigne son président. Le président de la Junte exerce comme maire de quartier (alcalde pedáneo en espagnol).

## Rues du quartier
- Abalotz, route de / Abalozko Autobia
- Aliri, Chemin de / Aliri Bidea
- Apaor, Rue de / Apaor Kalea
- Araundi, Rue de / Araundi Kalea
- Arrapide, Allée de / Arrapide Pasealekua
- Barazar, Rue de / Barazar Kalea
- Berridi, Chemin de / Berridi Bidea
- Errota, Chemin de / Errota Bidea
- Etarte, Chemin de / Etarte Bidea
- Etzabal, Rue de / Etzabal Kalea
- Herriko Place
- Irigoien, Rue de / Irigoien Kalea
- Itxiberrieta, Rond-point de / Itxiberrieta Biribilgunea
- Learritza, Allée de / Learritza Paselekua
- Petritza, Chemin de / Petritza Bidea
- Urbitarte, Allée de / Urbitarte Pasealekua

De plus, la majeure partie des enclaves appartiennent à Usurbil  possède la direction générique :
- Zubieta, Quartier de / Zubieta Auzoa

## Infrastructures

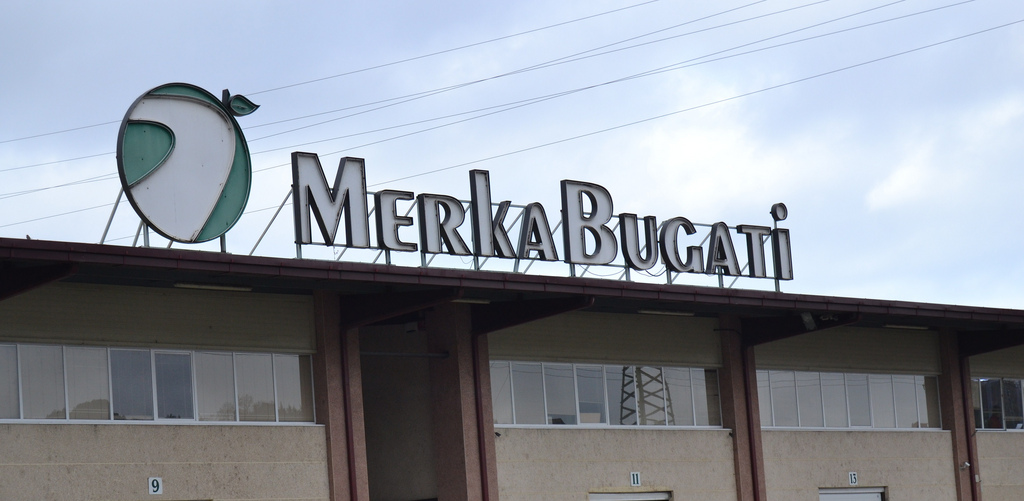
MerkaBugati

À Zubieta on a construit plusieurs infrastructures d'importance et d'autres projets sont à venir.
- En 1916 on a construit dans des terrains de Zubieta l'hippodrome Municipal de Saint-Sébastien. Il est situé dans la zone est de Zubieta, une zone plate de la vallée ouest de la rivière Oria, juste en face du village de Lasarte-Oria, qui occupe le bord est de la rivière. Les alentours avec Lasarte font que l'hippodrome est populairement connu comme Hippodrome de Lasarte. Depuis la construction de l'hippodrome, un des trois en Espagne, ont lieu traditionnellement les courses d'été. Il a eu une grande importance dans la vie sociale de Saint-Sébastien et bien que cette importance ait diminué avec le temps, le penchant pour les  chevaux et l'activité hippiques font qu'elles continuent de manière intéressée. Ici a lieu aussi un important cross, le  Cross International de Lasarte .

- À la fin de la décennie 70 et coïncidant avec l'âge d'or du club, la Real Sociedad de Football a entrepris le projet de construction d'un nouveau stade à Zubieta, près de l'hippodrome. Le projet est en suspens, mais l'embryon de ce stade (un domaine de pelouses et gradins) a transformé la ville sportive de la Real Sociedad, où elle forme l'équipe  txuri-urdin . Durant les dernières années la ville sportive, aujourd'hui appelée Zubieta qui a connu une grande extension, avec la construction de nombreux terrains de football pour l'entraînement - la base.

- Dans les années 1990 on a construit ici  Merka Bugati, qui est le nouveau marché de fruits et légumes de Saint-Sébastien.

- Dans un terrain appartenant à la commune d'Usurbil près du village il y a une école de formation professionnelle : Usurbilgo Lanbide Eskola.

- Zubieta est le lieu prévu pour la construction d'une nouvelle prison et d'un incinérateur de déchets pour la province du Guipuscoa[1].

## Fêtes et traditions
- Les festivités de Zubieta ont lieu fin juillet, le 25 juillet, jour de la Saint-Jacques et le 31 juillet, jour de Ignace de Loyola.
- Une des traditions conservées à Zubieta est celle du jeu de rebot, l'ancienne version de pelote basque qui, bien qu'elle soit maintenue en Pays basque français (Iparralde en basque), elle a pratiquement disparu de l'autre côté de la frontière, en conservant uniquement des frontons de rebot à Zubieta et à Amasa-Villabona. L'association Yoko-Garbi organise un championnat de cette discipline en septembre à Zubieta et maintient vivante sa pratique. En général il existe beaucoup de penchant à la pelote basque à Zubieta.